# Mercedes-Benz R230
Mercedes-Benz R230 — двомісний родстер SL-Класу, що прийшов на заміну Mercedes-Benz R129.

## Опис

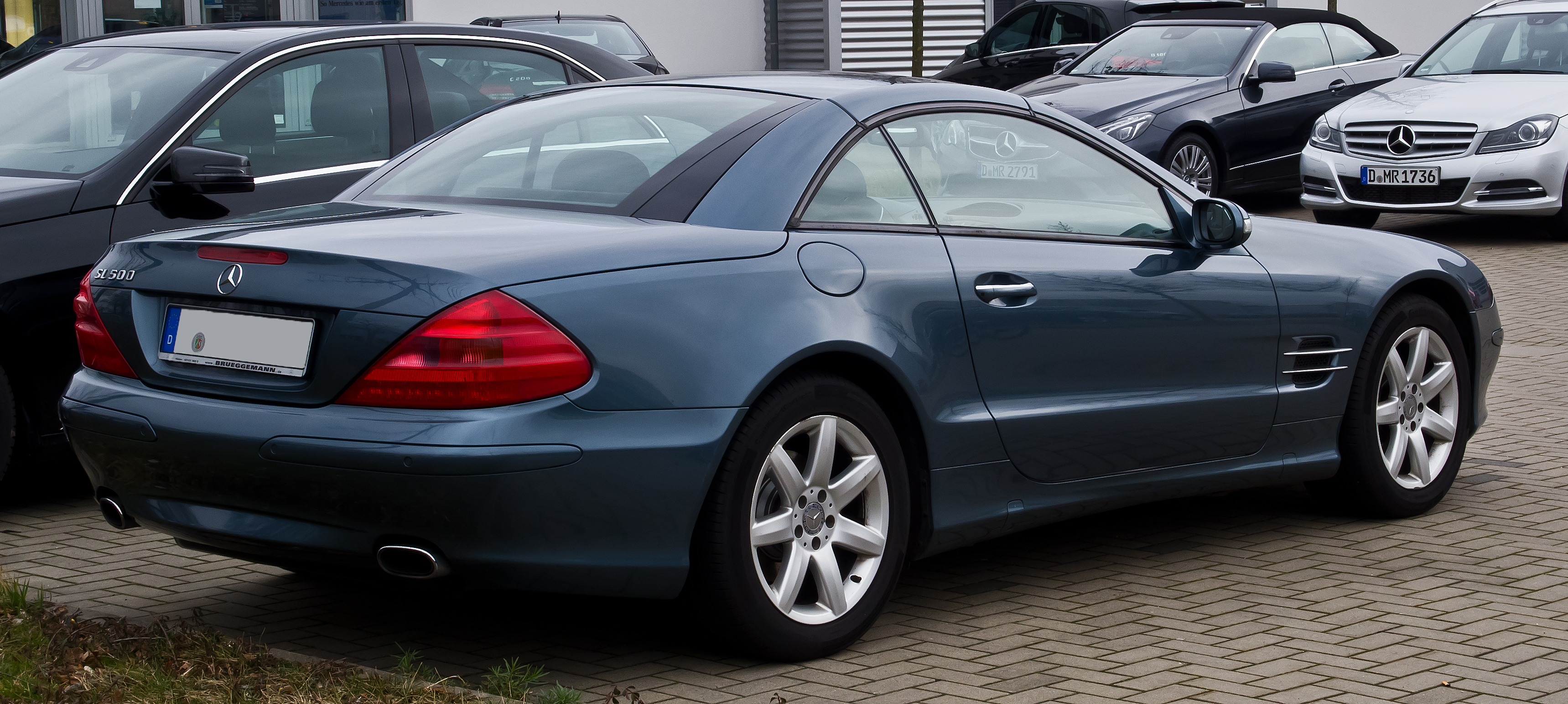
Mercedes-Benz SL 500 (2001-2006)

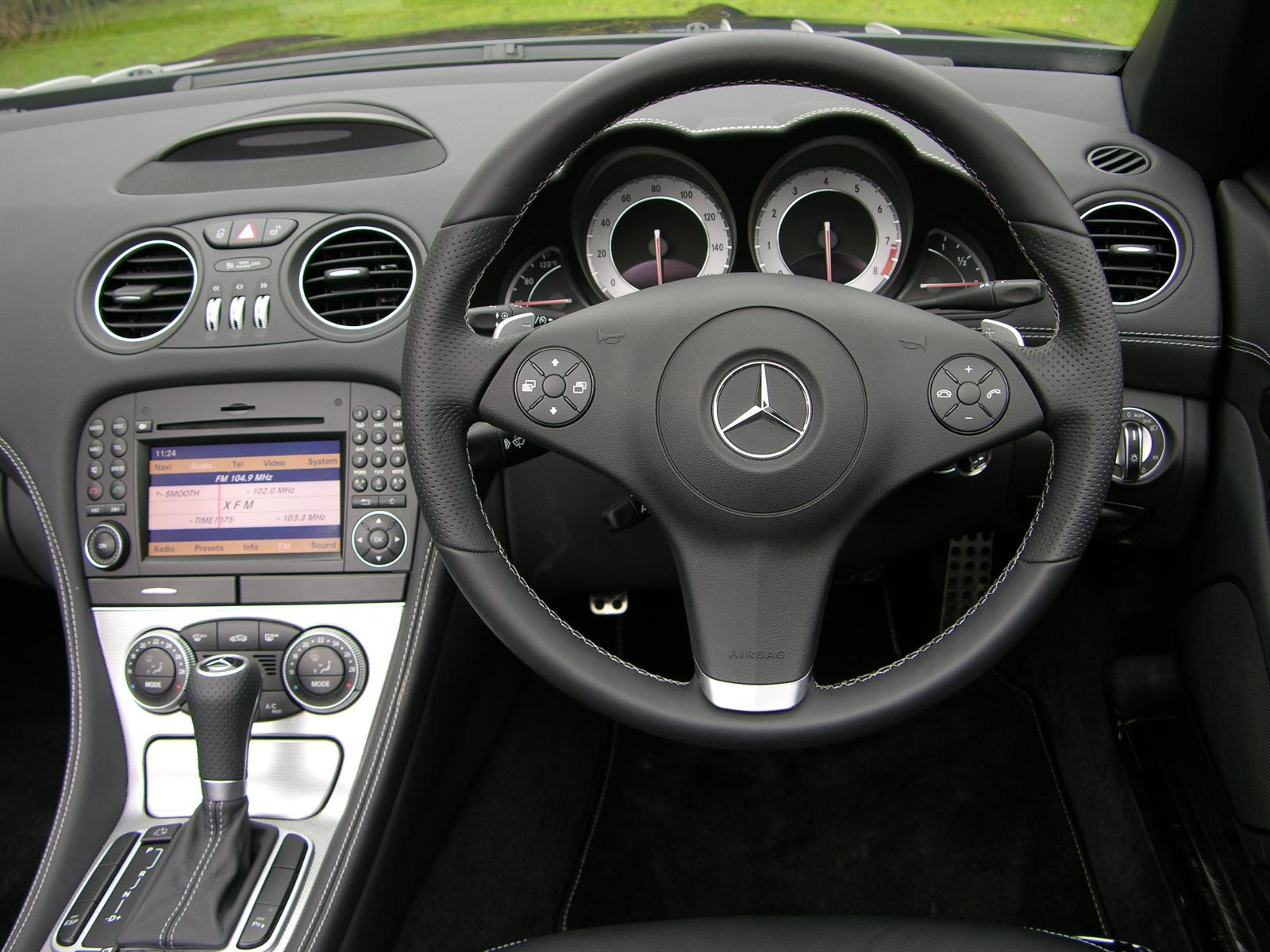
Кокпіт

Автомобіль дебютував на Франкфуртському автосалоні в 2001 році. Машина мала такі нововведення як активну підвіску (Active Body Control) і дах, що автоматично підіймається. Модельний ряд відкривався автомобілями SL 500, SL 600 і SL 55 AMG. Остання - виявилася найбільш вдалою і популярною для дочірнього виробника Mercedes-Benz. У 2003 році з'явилася молодша версія SL 350 з двигуном V6, а в 2004 році - флагманська SL 65 AMG з двигуном V12.
Перше оновлення відбулося в 2006 році й зовні було чисто косметичним, але під капотом з'явилися нові двигуни для SL 350 і SL 500 (який в США став іменуватися SL 550). Наступна модернізація була 2008 року, за сім років R230 так і не встиг постаріти, але низька надійність автомобіля змусила дати автомобілю капітальне оновлення, в ході якого він отримав абсолютно новий дизайн спереду та оновлену електроніку. Модельний ряд поповнився молодшою моделлю SL 280, решта моделі: SL 350, SL 500 (SL 550 в США), SL 600 і SL 65 AMG залишилися колишніми, але популярна SL 55 AMG була замінена на SL 63 AMG, яка не мала такого ж успіху. Крім цього, на базі спеціальної машини безпеки Формули 1, з'явилося купе SL 65 AMG Black Series (Чорна серія), що має характеристики суперкара.
Всього виготовлено 169 434 автомобілів серії R230.

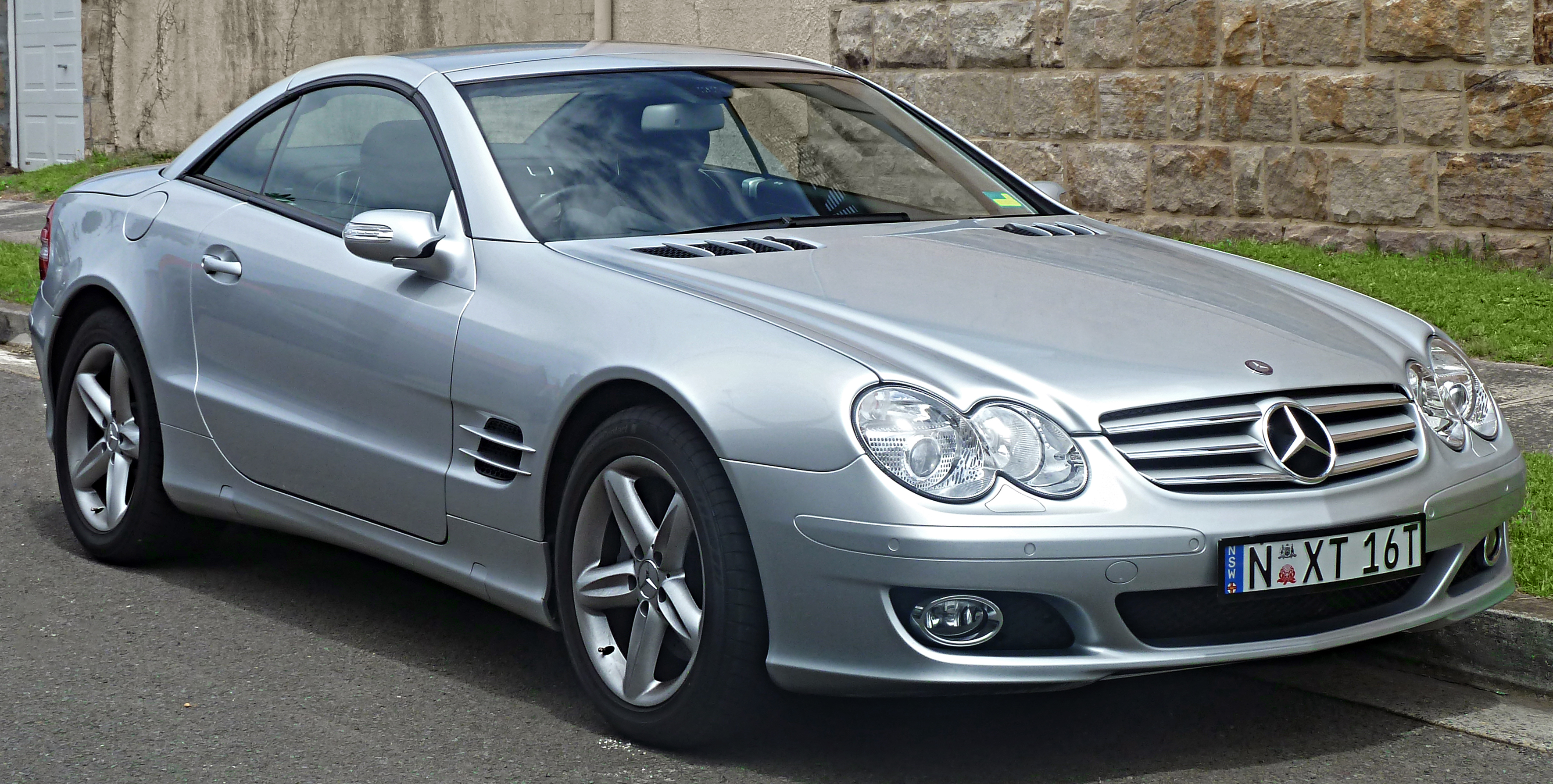
Mercedes-Benz SL (2006-2008)
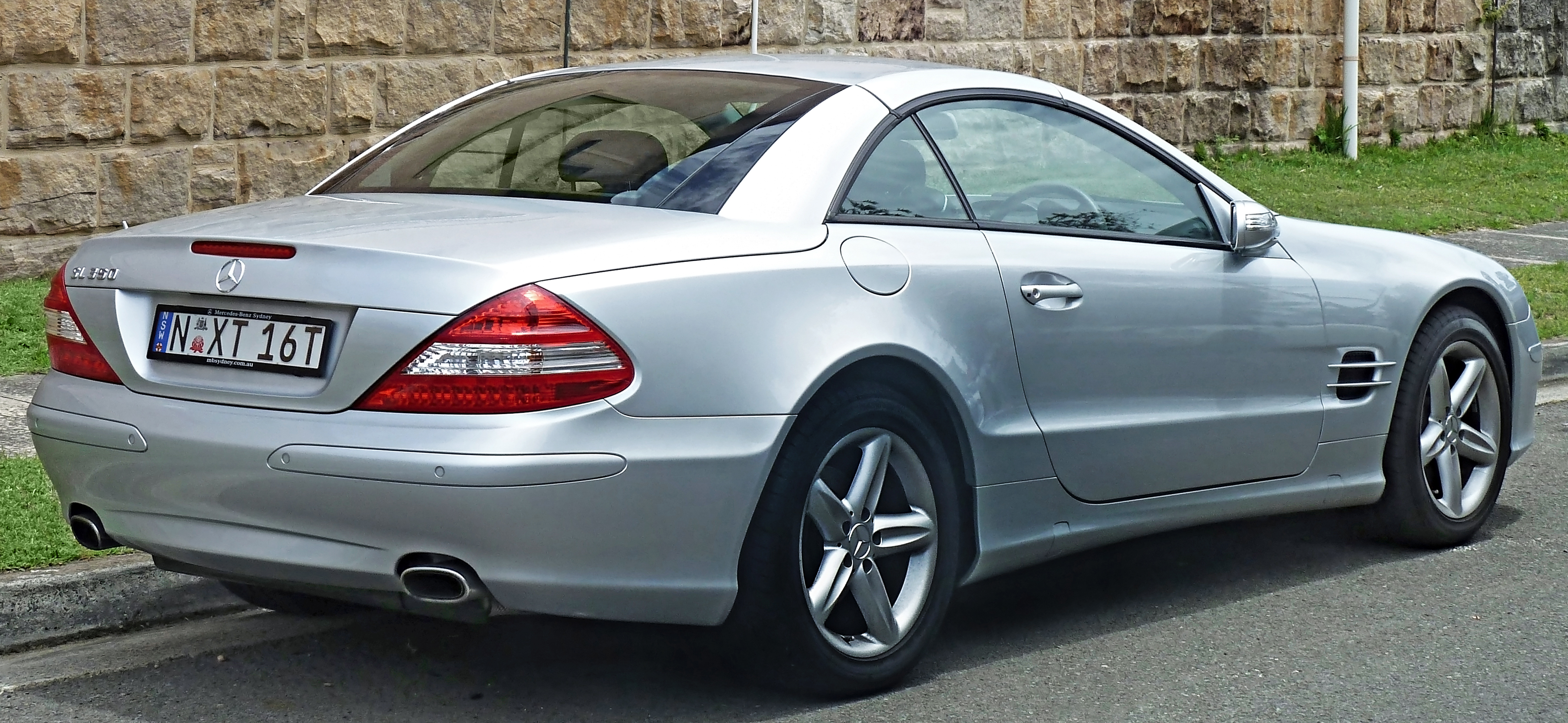
Mercedes-Benz SL (2006-2008)
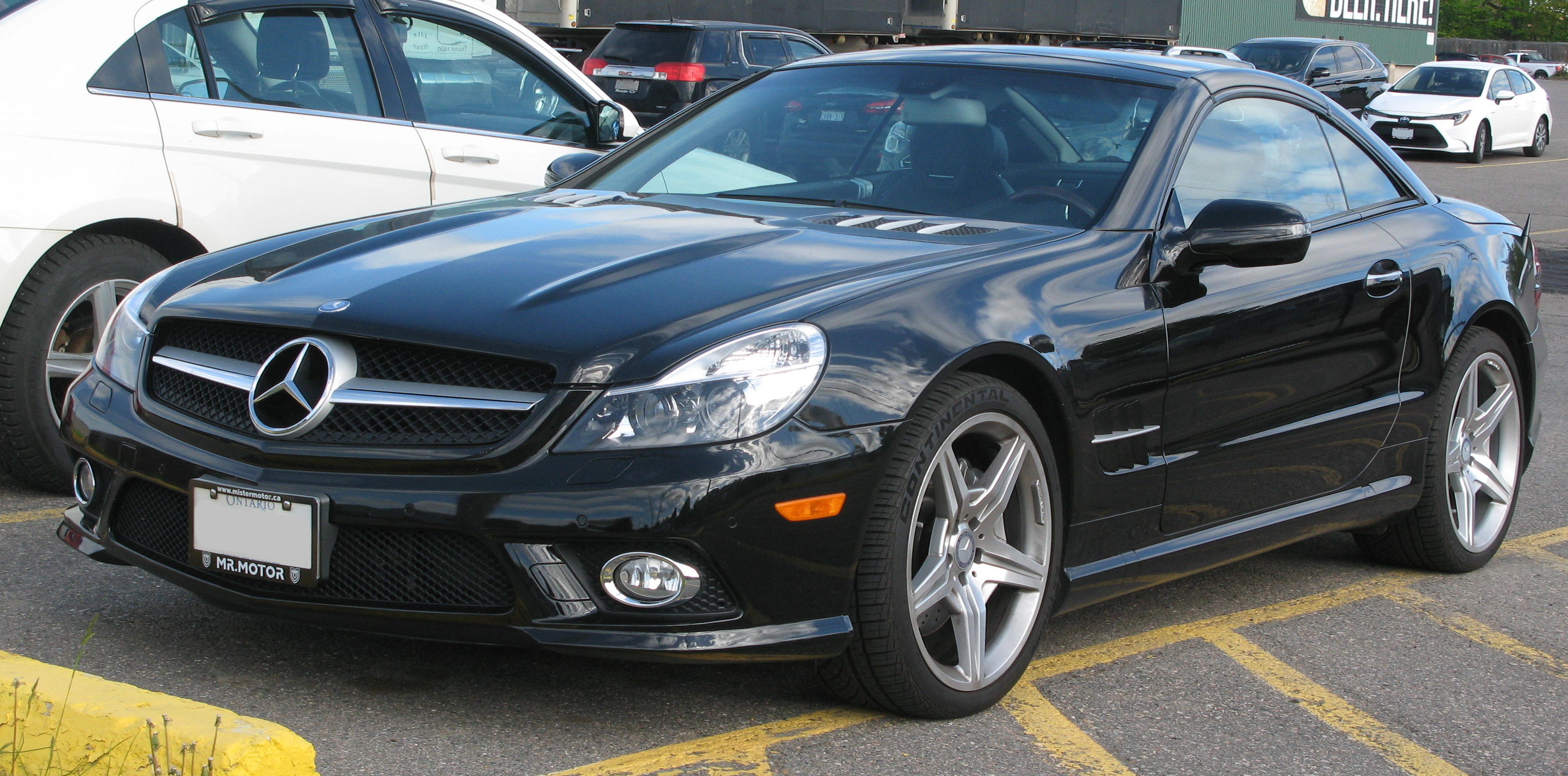
Mercedes-Benz SL (2008-2011)
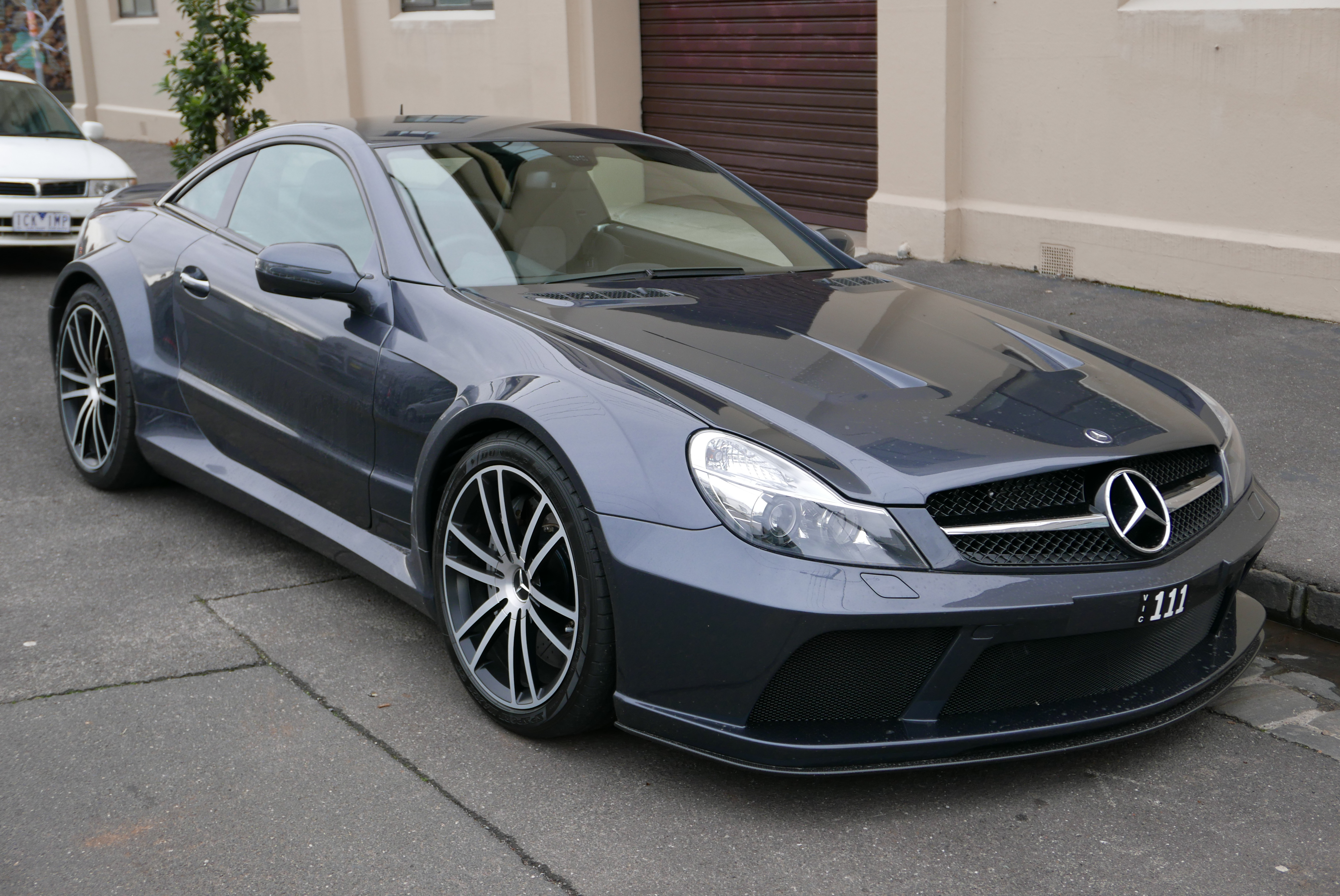
Mercedes-Benz SL 65 AMG (R230) Black Series coupe

## Двигуни
- 3.0 л V6 231 к.с. (170 kW)
- 3.7 л V6 245 к.с. (180 kW)
- 3.5 л V6 272 к.с. (200 kW)
- 3.5 л V6 316 к.с. (232 kW)
- 5.0 л V8 306 к.с. (225 kW)
- 5.5 л V8 388 к.с. (286 kW)
- 5.4 л V8 476 к.с. (350 kW)
- 5.4 л V8 500 к.с. (368 kW)
- 5.4 л V8 517 к.с. (380 kW)
- 5.5 л V12 500 к.с. (368 kW)
- 5.5 л V12 517 к.с. (380 kW)
- 6.2 л V8 525 к.с. (386 kW)
- 6.0 л V12 612 к.с. (450 kW)
- 6.0 л V12 670 к.с. (493 kW)